# Volotea
Volotea je španělská nízkonákladová letecká společnost s hlavním sídlem v Barceloně. Základny Volotea se nachází na španělském letišti Asturie, francouzských letištích Bordeaux, Nantes, Štrasburk, Toulouse, italských letištích Palermo, Janov, Benátky a Verona.

## Historie
Společnost Volotea založil v roce 2011 Alaeo S.L. z Barcelony, na budování společnosti se podíleli zakladatelé španělské nízkonákladové letecké společnosti Vueling – Carlos Muñoz a Lázaro Ros. Název "Volotea" pochází ze španělského slova "revolotear", což znamená "létat kolem". Společnost začala svou činnost 5. dubna 2012 z Benátského letiště Marco Polo.
Dne 15. února 2012 oznámil Boeing pronájem letounu Boeing 717-200 společnosti Volotea. V březnu 2015 bylo oznámeno, že Volotea obdrží další čtyři Boeingy 717 od finské společnosti Blue1. Nicméně, společnost Volotea oznámila, že v příštích letech postupně obmění flotilu za modernější Airbusy A319.
Letecká společnost uskutečnila 10. ledna 2021 poslední let s letounem Boeing 717. Byla tak poslední aerolinkou v Evropě, která tento typ letadla provozovala.

## Flotila
Flotila Volotea se v dubnu roku 2018 skládala z následujících letadel průměrného stáří 14,6 let:
| Letoun          | Počet | Objednávky | Cestující | Poznámky                                                               |
| --------------- | ----- | ---------- | --------- | ---------------------------------------------------------------------- |
| Airbus A319-100 | 11    | 2          | 150       | 5 nových Airbusů bylo dodáno v roce 2017.                              |
| Boeing 717-200  | 17    | —          | 125       | Volotea 10. ledna 2021 uskutečnila poslední let s tímto typem letadla. |
| Celkem          | 28    | 2          |           |                                                                        |